# Département de La Poma
Le département de La Poma est une des 23 subdivisions de la province de Salta, en Argentine. 

## Géographie et population
Son chef-lieu est la petite ville de La Poma. Le département a une superficie de 4 447 km2. En 2001, sa population s'élevait à 1 735 habitants et sa densité à 0,4 hab./km2.

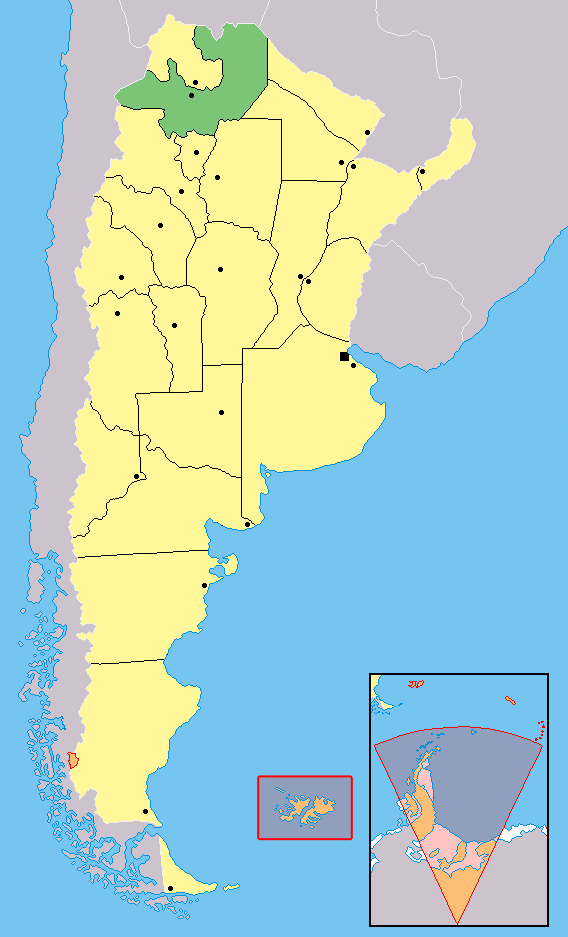
Localisation de la province de Salta en Argentine